# The Ultimate Collection (Emerson, Lake & Palmer)
The Ultimate Collection è una compilation del gruppo progressive rock Emerson, Lake & Palmer divisa in 2 CD, e raccoglie gran parte dei loro brani più famosi, fu pubblicata nel 2004.

## Tracce
Disco 1
1. "Fanfare for the Common Man" (9:40)
2. "Still...You Turn Me On" (3:43)
3. "Hoedown" (5:03)
4. "Black Moon" (6:53)
5. "Tarkus: Eruption/Stones of Years/Iconoclast/Mass/Manticore/The Battlefield/Aquatarkus" (20:35)
6. "Jerusalem" (2:41)
7. "Tiger in a Spotlight" (4:31)
8. "Better Days" (5:32)
9. "I Believe in Father Christmas" (3:15)
10. "From the Beginning" (4:11)
11. "Knife-Edge" (5:03)
12. "Karn Evil 9: 1st Impression, Pt. 1" (4:47)

Disco 2
1. "Karn Evil 9: 1st Impression, Pt. 2" (4:48)
2. "Nutrocker" (4:00)
3. "Peter Gunn Theme" (3:33)
4. "All I Want Is You" (2:31)
5. "Brain Salad Surgery" (3:05)
6. "Take a Pebble" (12:26)
7. "C'est la Vie" (4:14)
8. "Lucky Man" (4:35)
9. "Affairs of the Heart" (3:43)
10. "Canario" (3:56)
11. "Pirates" (13:17)
12. "The Great Gates of Kiev" (6:27)

### Formazione
- Keith Emerson - tastiere
- Greg Lake - basso, chitarra, voce
- Carl Palmer - batteria